# Онищенко Марія Григорівна
Марія Григорівна Онищенко  (6 червня 1964 р., м. Київ) — український географ-картограф, кандидат географічних наук.

## Біографія
Народилася 6 червня 1964 р. в Києві. 1987 р. закінчила географічний факультет Київського національного університету імені Тараса Шевченка (кафедра геодезії та картографії). З 1987 до 1998 рр. — інженер-картограф, редактор в ДНВП «Картографія», 1998—2012 рр. — старший редактор ЗАТ «Інститут передових технологій». 2004 р. закінчила аспірантуру Інституту географії Національної академії наук України. 
2007 р. успішно захистила кандидатську дисертацію «Картографування телекомунікаційних систем України: теоретико-методичні основи, практична реалізація» (за спеціальністю географічна картографія) під науковим керівництвом професора, доктора географічних наук Тамари Козаченко. З 2012 до 2015 рр. — завідувачка НДС «Картографії та геоінформатики», науковий співробітник НДС «Регіональних проблем економіки і геополітики» географічного факультету Київського національного університету імені Тараса Шевченка. Викладала дисципліни: «Морська картографія з основами гідрографії»; «Загальногеографічні карти», «Проектування карт спеціального змісту», модуль «Навчальні карти для школи»; проводила науковий дослідницький практикум з картосеміотики. 
З 2016 р. працює  у відділі стандартизації географічних назв в ДНВП «Картографія»: спочатку провідною редакторкою, а з 2023 р. - завідувачкою відділу. Проводить наукові дослідження з тематичного й атласного картографування, вивчає питання картосеміотики.

## Наукові праці
Авторка близько 30 наукових праць і 50 картографічних творів. У творчому доробку — навчальні атласи з історії та географії України та світу, серія карт зв'язку та інформатизації в Національному атласі України (у співавторстві). 
Основні праці:
1. Онищенко М. Г. Картосеміотичні моделі телекомунікацій в Національному атласі України / М. Г. Онищенко // Часопис картографії, 2012. — Вип. 5. — С. 45–51.
2. Онищенко М. Г. Досвід викладання картосеміотики / М. Г. Онищенко // Національне картографування: Стан, проблеми та перспективи розвитку: Зб. наук. праць. — К.: ДНВП «Картографія», 2014. — Вип. 6. — С. 78–81.
3. Онищенко М. Г. Презентація як засіб відтворення ідеї / М. Г. Онищенко // Проблеми безперервної географічної освіти і картографії: Зб. наук. праць. — Харків: ХНУ імені В. Н. Каразіна, 2017. — Вип. 26. — С. 43–46.
4. Lepetiuk, V., Ostroukh, V., Onyshchenko, M., Pidlisetska, I. Creation of Tourist Maps Series as a Type of Regional Systemic Tourism Mapping. The Cartographic Journal.
Volume 59, 2022 – Issue 1, pp. 69-82. https://doi.org/10.1080/00087041.2021.1937827.(SCOPUS)